# Anton Gogola
Anton Gogola pl. Leesthal, slovenski pravnik, * 25. maj 1780, Nova vas pri Lescah, † 9. oktober 1841, Trst.
Anton Gogola, po nekaterih virih tudi Anton Gogala, je bil po materi mlajši sorojenec goriškega nadškofa Jožefa Balanta. Kje je študiral ni znano. Leta 1803 je vstopil v upravno službo. Do 1808 je bil okrajni komisar pri gospostvu Hensberg na Štajerskem. Leta 1809 je bil med avstrijsko-francoskimi vojnami prostovoljec. Kot stotnik se je boril proti Napoleon. Kljub temu pa je v času Ilirske province imel službo sodnika pri tribunalu prve stopnje v Ljubljani, od je bil 1816 svetnik deželnega sodišča v Ljubljani in bil sodelavec pri reorganizaciji sodne uprave na Kranjskem. Leta 1823 je postal apelacijski svetnik v Celovcu, leta 1832 pa predsednik deželnega sodišča v Rovinju. Od leta 1835 dalje je bil predsednik deželnega sodišča v Trstu, kjer je bil tudi povišan v plemiški stan, dobil je naslov plemeniti Leesthal. Pokopan je v Trstu.